# Optischer Resonator

Optischer Resonator in einem Laser

Ein optischer Resonator ist eine Anordnung von Spiegeln, die dazu dient, Licht möglichst oft zu reflektieren, ⁣⁣um eine Überhöhung der elektromagnetischen Feldstärke zu erreichen.

## Typen
Wenn die optische Weglänge des Resonators ein ganzzahliges Vielfaches der halben Wellenlänge des eingestrahlten Lichts beträgt, bildet sich aufgrund von Interferenz im Resonator eine stehende Welle; solche Anordnungen werden als Stehwellenresonatoren bezeichnet. Daneben existieren auch Anordnungen, bei denen keine stehende Welle entsteht, z. B. Ringresonatoren.
Je nach Geometrie des Spiegelaufbaus werden unterschieden:
- instabile Resonatoren, bei denen ein Lichtstrahl nach einigen Reflexionen aus dem Aufbau entkommen kann
- stabile Resonatoren, bei denen ein Lichtstrahl immer wieder in den Resonator selbst zurückläuft.

Mögliche Anordnungen sind:

Interne Anordnungen optischer Resonatoren, mit Spiegelradien

- planare Resonatoren: beide Spiegel eben (Spiegelradien {\displaystyle r\rightarrow \infty })
- konzentrische Resonatoren: beide Spiegel sphärisch, Radien jeweils gleich der halben Resonatorlänge ({\displaystyle r=\textstyle {\frac {L}{2}}})
- konfokale Resonatoren: beide Spiegel sphärisch und jeweils im Fokus des anderen; Radien jeweils gleich der Resonatorlänge ({\displaystyle r=L})
- semikonfokale Resonatoren (in der Abb. als hemispherical bezeichnet): ein Spiegel eben und im Fokus des anderen, sphärischen Spiegels; d. h. Radius des sphärischen Spiegels gleich der Resonatorlänge.

## Berechnung
Die einfachste und wichtigste Bauform ist der Fabry-Pérot-Resonator, bestehend aus zwei parallelen ebenen Spiegeln im Abstand {\displaystyle L}. Die Resonanzbedingung für die Ausbildung stehender Wellen lautet dann {\displaystyle \textstyle n{\frac {\lambda }{2}}=L}, mit {\displaystyle n\in \mathbb {Z} }, ein ganzzahliges Vielfaches der halben Wellenlänge muss also zwischen die Spiegel passen.
Der Abstand zwischen zwei Resonanzfrequenzen wird bezeichnet als freier Spektralbereich (FSR, von engl. free spectral range):
{\displaystyle \mathrm {FSR} ={\frac {c}{2L}}}
mit der Lichtgeschwindigkeit {\displaystyle c} im Resonator.
Die Transmission des Resonators, also das Verhältnis aus eingestrahlter und austretender Intensität, hängt von der Frequenz ab und wird durch die Airy-Formel beschrieben. Dabei sind die Transmissionsmaxima umso schärfer ausgeprägt bzw. ihre Halbwertsbreiten umso geringer, je besser die Spiegel reflektieren, d. h. je höher ihre Reflektivität ist.
Die Halbwertsbreite {\displaystyle \Delta } der Maxima ist
{\displaystyle \Delta ={\frac {\mathrm {FSR} }{\mathcal {F}}}}
Der dabei auftretende Faktor {\displaystyle {\mathcal {F}}} wird als Finesse bezeichnet und ist die entscheidende Kennzahl für Resonatoren, die das spektrale Auflösungsvermögen angibt. Die Finesse hängt – bei Vernachlässigung der Verluste im Resonator – nur von der Reflektivität {\displaystyle R<1} der Spiegel ab (hohe Reflektivität -> hohe Finesse -> hohes spektrales Auflösungsvermögen bzw. geringe Halbwertsbreite):
{\displaystyle {\mathcal {F}}={\frac {\pi {\sqrt {R}}}{1-R}}}
Je nach verwendeten Spiegeln kann die Finesse Werte von etwa 10 bis zu mehreren 100.000 annehmen.

## Anwendung

### Laser-Resonatoren
Ein optischer Resonator ist wesentlicher Bestandteil fast jedes Lasers. Hierbei dient er zum einen der Festlegung der Richtung der induzierten Emission: nur längs zum Resonator emittierte Photonen laufen mehrfach in ihm hin und her und stimulieren daher vorrangig in dieser Richtung verlaufende weitere Emission. Zum anderen muss bei wenig verstärkenden aktiven Medien jedes Photon durch Mehrfachdurchlauf besser genutzt werden, um weitere Emissionen zu stimulieren, um die Laserbedingung zu erfüllen. Der Laserresonator dient – evtl. in Verbindung mit weiteren Bauteilen – auch zur Frequenz- und Modenselektion.
Die durch Mehrfachreflexion innerhalb des Resonators gegenüber dem ausgekoppelten Laserstrahl erhöhte Lichtintensität erleichtert die nichtlineare Optik. Ein Beispiel ist die Frequenzverdopplung im Resonator, deren Effizienz mit dem Quadrat der Feldstärke ansteigt.
Bei Laserdioden bilden die Außenflächen des Halbleitermaterials im einfachsten Fall selbst den Resonator, denn aufgrund des stark unterschiedlichen Brechungsindex von Halbleiter und Umgebung tritt hier immer eine gewisse Reflexion auf. Daher sind keine externen Spiegel erforderlich. Die optische Weglänge des Resonators und damit die Wellenlänge des emittierten Lichts kann in diesem Fall über die Temperatur oder den durch das Material fließenden Strom (beeinflusst den Brechungsindex) kontrolliert werden. Es gibt allerdings auch Diodenlaser, die einen externen Resonator zur Wellenlängen-Selektion verwenden, sogenannte ECDL (engl.: external cavity diode laser). Dabei werden häufig auch Laserdioden mit entspiegelten Oberflächen verwendet, um den oben beschriebenen intrinsischen Resonatoreffekt auszuschalten.

### Spektroskopie und Wellenlängenselektion
Mechanisch und thermisch besonders stabilisierte optische Resonatoren werden als optische Frequenzreferenz für Spektroskopie und die Frequenzstabilisierung von Lasern verwendet, außerdem gibt es die Methode der Cavity-Ring-Down-Spektroskopie.
In der Quantenoptik bzw. der Resonator-Quantenelektrodynamik wird die Wechselwirkung von Atomen mit dem Lichtfeld in Resonatoren extrem hoher Finesse untersucht.
Es lässt sich schon bei geringerer Finesse ein Einfluss der Resonatormoden auf das Emissionsverhalten von Atomen oder Molekülen messen, zum Beispiel durch eine erhöhte spontane Emissionsrate (Purcell-Effekt).
Jeder optische Resonator ist aufgrund konstruktiver Interferenz auch für Wellenlängenselektion geeignet. Dabei ist die Selektion (Kontrastverhältnis) umso höher, je höher die Reflektivität der Spiegel ist. Durch geeignete Anordnungen mehrerer reflektierender Schichten lassen sich Interferenzfilter realisieren.
Moderne Absorptions-Spektrometer für die Untersuchung von Gasen und Flüssigkeiten arbeiten ebenfalls mit verstellbaren optischen Resonatoren, indem sie die Veränderungen des Intensitätsverlaufes in die Absorption bei bestimmten Wellenlängen zurückrechnen.